# Алакатское восстание
Алакатское восстание — эпизод сопротивления крестьянства советской политике коллективизации на территории КрАССР, события октября 1929 — ноября 1930.

## Предпосылки
В конце 1929 — начале 1930 в Крыму в ходе насильственной коллективизации повсеместно шло наступление на традиционное крымскотатарское сельское крестьянское хозяйство. Объявленные «кулаками», жители Крыма выселялись в северные районы страны. Политика массовых депортаций проходила таким образом свою первую трагическую апробацию. Она вызвала сопротивление крымских татар и стало причиной крестьянских восстаний, получивших своё название по расположенной на южном берегу Крыма долине. В это же время проходила антирелигиозная кампания, которая в Крыму коснулась всех конфессий, но в деревнях Южного берега Крыма из-за преобладания крымских татар в основном мулл и активных мусульман.

## Ход событий

### По источникам эмиграции
В. Е. Возгрин по источникам в крымскотатарской эмиграции в Турции так описывает события. После призывов имамов мечетей Ускута и муллы более мелких соседних деревушек был собран многочисленный митинг. Он имел национальную направленность, собравшиеся выступали под зелёными знамёнами.
Основных пунктов повестки дня было три:
- о гонениях властей на простых мусульман и мулл;
- о политическом терроре против коренного населения (имелись в виду массовые репрессии, судебные расправы, высылки за пределы Крыма отдельных крымчан и целых групп крымскотатарского народа);
- о налоговых тяготах, ставших для крымского крестьянства невыносимыми.

На митинге были провозглашены и одобрены участниками политически недвусмысленные и вполне конкретные лозунги: «Долой советское правительство!», «Долой палачей-чекистов!», «Как один поднимемся на борьбу с коммунистическими узурпаторами!».
Некоторые участники требовали разрешения на эмиграцию в Турцию. Они составили обращение к турецкому послу в Москве с просьбой содействовать «переходу населения дер. Ускют в турецкое подданство» и получению «разрешения на выезд в Турцию».
Во второй половине 1929 года НКВД проводило в Крыму операцию по выявлению неблагонадежных элементов и противников советской власти. В числе прочих, использовался метод провокации. В селе Ускут действовал некий П. Попов из Карасубазара (Белогорск), который сумел убедить местных жителей выступить против коллективизации, после чего составил и передал в НКВД списки жителей, не желающих идти в колхозы.

### По архивным документам КрАССР
Крымский историк Р. И. Хаяли по документам хранимым в ГАРК даёт несколько другое описание: В процессе оперативной работы органам ГПУ удалось установить существование формально не оформившейся, но организационно выросшей контрреволюционной организации, во главе которой находилась группа кулаков–лишенцев. Они стремившийся объединить все недовольные элементы южного берега Крыма и степной части соседнего Карасубазарского района. Основные события развивались в деревне Ускют Карасубазарского района. В состав центра входили кулаки – Муждаба Эбулеиз Мазин, Курт Умер Кара Мурза, Бекир Усеин Чобан, Али Вома и Абдуразак Джепар. В средних числах января 1930 года в Ускютском сельсовете проводилась отчетное собрание, на котором, помимо активистов и коммунистов, выступил Курт Амет Карт Асан. Среди присутствующих крестьян начались волнения; они попытались избить коммуниста и милиционера. Отчетное собрание было сорвано.
Нелегальные совещания и срывы собраний были и в соседних деревнях. В январе 1930 года для решения проблемы в Ускут прибыла правительственная комиссия под председательством Председателя ЦИК Мемета Кубаева. Она была подвергнута обструкции. Первым с собрания встал и ушел Оджа Амет Мустафа. За ним пошли большинство крестьян. Количество ушедших доходило до 1000 человек.
С целью организации крестьянского сопротивления 26 января 1930 года около 9 часов вечера в горах в кошаре собрались 100 человек, из них более 60 прибыли из деревни Ускют. Помимо этого из деревень Таракташ прибыло 2 человека, Кутлак – 2, Капсихор – 1, Айсерез – 1, Ворон – 1, Арпат – 2, Улу–Узень – 1, Туак – 1. В район крестьянского движения органами ГПУ Крымской АССР были подтянуты военные части и проведена операция по ликвидации группы повстанцев. Так, 28 февраля 1930 года в 15 километрах от Ускута произошло вооруженное столкновение между подразделения ГПУ и участниками сопротивления.

## Последствия
Всего в январе–феврале 1930 года органами ГПУ по подозрению в участии в контрреволюционной организации в южнобережных деревнях было арестовано 254 человека, из которых более 60 были приговорены к высшей мере наказания. По мнению историков, это было одно из самых крупных групповых дел не только периода коллективизации, но и всей истории Крыма ХХ столетия.
По данным Возгрина аресту подверглось порядка 800 человек, из них 250 человек увезли в Севастополь, а затем в симферопольскую тюрьму. 42 человека были расстреляны, других приговорили к лишению свободы на сроки от 10 лет.

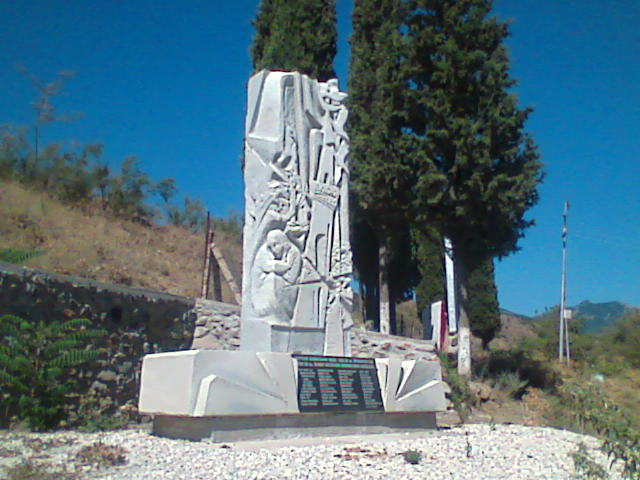
Памятник жертвам Алакатских событий 1929-1930 годах в Приветном, скульптор Айдер Алиев

Незначительному числу жителей удалось избежать ареста и эмигрировать. Среди них семья будущего основателя всемирно известной компании по производству сладостей и напитков «Ülker» — Сабри Улькер.

## Исследования и память
В СССР события не упоминались в печати. Часть эмигрировавших в Турцию участников выступления рассказали о событиях Дж. Сейдамету, который записал их. В 1952 году Мустафа Кырымал использовал их в своей книге Der nationale Kampf der Krimturken. Emsdetten/Westfalen, 1952. С учётом того, что оба этих деятеля были последовательными идейными противниками СССР, а Кырымал активно сотрудничал с Третьм Рейхом и был признан нацистами в 1945 году законным представителем крымских татар в рейхе, объективность этой информации требует серьёзной проверки по другим источникам. Событие по этим источникам освещено например, в работе "История крымских татар" российского историка В. Е. Возгрина, но эта работа была подвергнута серьёзной критике историков.
В 2009 году в поселке Ускут Алуштинского района установлен памятник, созданный Айдером Алиевым.